# Haniperk
Haniperk je dřevěná rozhledna výšku 24,5 z roku 2019 na Svobodné hoře nedaleko Vodňan.

## Historie
Plány na vybudování rozhledny pochází z roku 2009, tehdy se měla na vrcholu vybudovat dřevěná rozhledna podle projektu architekta Jiřího Ondřicha, který je autorem podobných rozhleden na Boubíně a u Chotilska.
K realizaci však došlo až o deset let později. Dřevěná konstrukce čtvercového půdorysu je založená na čtyřech patkách. Stojiny jsou ze zdvojených lepených dřevěných kulatin spojených šrouby. Styčníky jsou ocelové.
Výška věže je 24,5 m, zastřešená vyhlídková plošina ve výšce 21 m nad vrcholem hory. Celkem má rozhledna 110 schodů.
Rozhledna byla otevřena 28. října . Investorem bylo Město Vodňany, které získalo finanční podporu z Programu rozvoje venkova. Rozhledna se nazývá Haniperk, jméno vzešlo z veřejné ankety.
Název vychází z pojmenování „Hanina hora“ a je spojován s údajnou nešťastnou láskou knížete Schwarzenberga a dívky Hany ze Svobodných Hor.

### Výhled

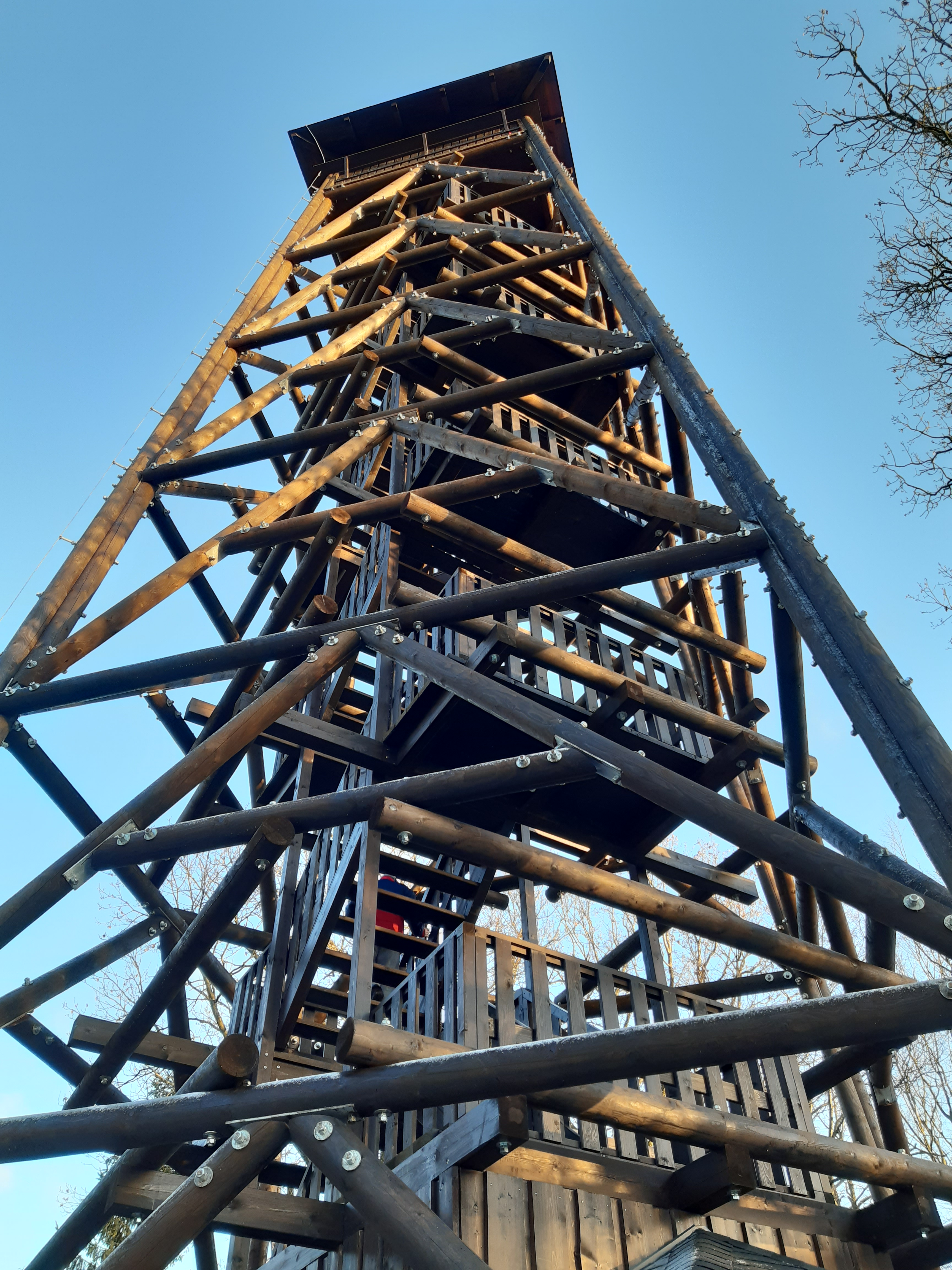

Z rozhledny je možno spatřit na jihovýchodě zámek Hluboká, kostel na Rudolfově u Českých Budějovic, České Budějovice, Novohradské hory a horu Kleť s vysílačem, na jihu vrcholy Chlum, Knížecí Stolec a Libín, na jihozápadě šumavské hory Bobík, Boubín a na západě Mařský vrch u Vimperka s vysílačem. Dále zříceninu Helfenburk u Bavorova a město Bavorov a na severu města Písek a Protivín. Na západě pak blízké město Vodňany a na obzoru jadernou elektrárnu Temelín.